# Decese în 2022
Această pagină conține o listă de personalități care au decedat în cursul anului 2022.
- Numele acestora sunt raportate după data decesului, în ordine alfabetică după nume sau pseudonim.
- Numele, vârsta, naționalitate, despre ce subiect a fost menționat, cauza morții (dacă este cunoscută) și referința.

## Decembrie
- 1 decembrie: Mylène Demongeot, 87 ani, actriță franceză de film (n. 1935)
- 2 decembrie: Yoshio Kikugawa, 78 ani, fotbalist și antrenor japonez (n. 1944)
- 2 decembrie: Al Strobel (Albert Michael Strobel), 82 ani, actor american (n. 1940)
- 4 decembrie: Kirstie Alley (Kirstie Louise Alley), 71 ani, actriță americană de film (n. 1951)
- 4 decembrie: Cornel Ciupercescu, 77 ani, actor român de teatru și film (n. 1945)
- 4 decembrie: Manuel Göttsching, 70 ani, muzician și compozitor german (n. 1952)
- 4 decembrie: Patrick Tambay, 73 ani, pilot francez de Formula 1 (n. 1949)
- 6 decembrie: Ichirō Mizuki, 74 ani, cântăreț, compozitor și actor japonez (n. 1948)
- 6 decembrie: Adolfas Šleževičius, 74 ani, politician lituanian (n. 1948)
- 7 decembrie: Ákos Kertész, 90 ani, scriitor maghiar (n. 1932)
- 9 decembrie: Ademar José Gevaerd, 60 ani, ufolog brazilian (n. 1962)
- 9 decembrie: Joseph Kittinger (Joseph William Kittinger Jr.), 94 ani, ofițer al aviației Statelor Unite (n. 1928)
- 9 decembrie: Ion Vlad, 93 ani, eseist, critic și teoretician literar (n. 1929)
- 12 decembrie: Mirosław Hermaszewski, 81 ani, cosmonaut polonez (n. 1941)
- 14 decembrie: Constantin Dinu, 77 ani, rugbyst român (n. 1945)
- 16 decembrie: Petre Constantin Buchwald, 85 ani, politician român, senator (n. 1937)
- 16 decembrie: Paul De Keersmaeker, 93 ani, politician belgian, membru al Parlamentului European (1974–1981), (n. 1929)
- 18 decembrie: Lando Buzzanca, 87 ani, actor italian de filme (n. 1935)
- 19 decembrie: Mircea Dușa, 67 ani, politician român (n. 1955)
- 23 decembrie: Maxi Jazz (n. Maxwell Alexander Fraser), 65 ani, muzician, rapper, cântăreț, compozitor și DJ britanic (n. 1957)
- 23 decembrie: Alexandru Nacu, 93 ani, specialist în psihiatrie din R. Moldova, membru de onoare al Academiei de Științe a Moldovei (n. 1929)
- 23 decembrie: Philippe Streiff, 67 ani, pilot francez de Formula 1 (n. 1955)
- 25 decembrie: Bogusław Litwiniec, 91 ani, politician polonez, membru al Parlamentului European (2004), (n. 1931)
- 27 decembrie: Jo Mersa Marley, 31 ani, artist reggae jamaican (n. 1991)
- 28 decembrie: Philomena Franz, 100 ani, interpretă și culegătoare de folclor romă și supraviețuitoare a Holocaustului (n. 1922)
- 29 decembrie: Eduard Artemiev, 85 ani, compozitor rus de muzică de film și electronică (n. 1937)
- 29 decembrie: Miroslav Číž, 68 ani, politician slovac, membru al Parlamentului European (2019–2022) (n. 1954)
- 29 decembrie: Ruggero Deodato, 83 ani, scenarist, actor și regizor de film, italian (n. 1939)
- 29 decembrie: Maximilian, Margraf de Baden, 89 ani, nobil german, șeful Casei ducale de Baden (1963–2022), (n. 1933)
- 29 decembrie: Pelé (Edson Arantes do Nascimento), 82 ani, fotbalist brazilian (n. 1940)
- 29 decembrie: Edgar Savisaar, 72 ani, politician eston (n. 1950)
- 29 decembrie: Vivienne Westwood, 81 ani, designer de modă și femeie de afaceri engleză (n. 1941)
- 30 decembrie: Janez Zemljarič, 94 ani, politician sloven, prim-ministru al Republicii Slovene (1980–1984) (n. 1928)
- 30 decembrie: Barbara Walters, 93 ani, jurnalistă și personalitate de televiziune americană (n. 1929)
- 31 decembrie: Papa Benedict al XVI-lea, 95 ani, prelat catolic, al 265-lea papă al Bisericii romano-catolice (2005–2013) (n. 1927)

## Noiembrie
- 1 noiembrie: Takeoff, 28 ani, rapper american (n. 1994)
- 2 noiembrie: Mauro Forghieri, 87 ani, inginer italian, director tehnic Scuderia Ferrari (n. 1935)
- 4 noiembrie: Reinhard Slenczka, 91 ani, profesor german de teologie evanghelică (n. 1931)
- 5 noiembrie: Aaron Carter (Aaron Charles Carter), 34 ani, actor și cântăreț american (n. 1987)
- 6 noiembrie: Edward Prescott (Edward Christian Prescott), 81 ani, economist american, laureat al Premiului Nobel (2004), (n. 1940)
- 7 noiembrie: Hrisostom al II-lea (Demetriou) al Noii Iustiniane, 81 ani, liderul Bisericii Ortodoxe din Cipru (n. 1941)
- 9 noiembrie: Werner Schulz, 72 ani, politician german, membru al Parlamentului European (2009–2014), (n. 1950)
- 9 noiembrie: Michael Shafir, 78 ani, politolog româno-israelian (n. 1944)
- 11 noiembrie: Keith Levene (Julian Keith Levene), 65 ani, muzician, textier și multi-instrumentist englez (n. 1957)
- 11 noiembrie: Wolf Schneider, 97 ani,  jurnalist, autor și critic literar german (n. 1925)
- 13 noiembrie: Constantin Codrescu, 91 ani, actor român (n. 1931)
- 17 noiembrie: Frederick Brooks (Frederick Phillips Brooks Jr.), 91 ani, inginer software și informatician american (n. 1931)
- 19 noiembrie: Greg Bear (Gregory Dale Bear), 71 ani,  scriitor american de science-fiction și mainstream (n. 1951)
- 19 noiembrie: Jason David Frank, 49 ani, actor american (n. 1973)
- 19 noiembrie: Anton Moisin, 78 ani, istoric, preot, profesor și pedagog român (n. 1944)
- 20 noiembrie: Hédi Fried, 98 ani, psihologă și scriitoare româno-evreică, supraviețuitoare a Holocaustului (n. 1924)
- 21 noiembrie: Silviu N. Dragomir, 92 ani, publicist, cercetător și colecționar român (n. 1930)
- 25 noiembrie: Héctor Bonilla, 83 ani, actor mexican (n. 1939)
- 26 noiembrie: Fernando Gomes (Fernando Mendes Soares Gomes), 66 ani, fotbalist portughez (atacant), (n. 1956)
- 26 noiembrie: Albert Pyun, 69 ani, regizor american de film (n. 1953)
- 26 noiembrie: Sanda Toma, 88 ani, actriță română (n. 1934)
- 26 noiembrie: Daniel Vighi, 66 ani, prozator, eseist și publicist român (n. 1956)
- 30 noiembrie: Jiang Zemin, 96 ani, politician chinez, Secretar general al Partidului Comunist din China (1989–2002), Președinte al Republicii Populare Chineze (1993–2003) (n. 1926)

## Octombrie
- 3 octombrie: Douglas Kirkland, 88 ani, fotograf canadian (n. 1934)
- 3 octombrie: Florin Zalomir, 41 ani, sabrer român, vicecampion olimpic (2012), campion mondial (2009) și campion european (2006), (n. 1981)
- 4 octombrie: Günter Lamprecht, 92 ani, actor german (n. 1930)
- 7 octombrie: Onisim Colta, 70 ani, pictor, scenograf român, conferențiar universitar (n. 1952)
- 8 octombrie: Romeo Pop, 70 ani, actor român de film și teatru (n. 1952)
- 10 octombrie: Dan Fătuloiu, 66 ani, chestor român de poliție (n. 1956)
- 10 octombrie: Ovidiu Verdeș, 59 ani, scriitor și profesor universitar român (n. 1963)
- 11 octombrie: Doru Ana, 68 ani, profesor la UNATC, actor român (n. 1954)
- 11 octombrie: Angela Lansbury (Angela Brigid Lansbury), 96 ani, actriță engleză de teatru, televiziune și film (n. 1926)
- 11 octombrie: Iolanda Malamen, 74 ani, poetă, prozatoare, cronicar de artă și pictoriță română (n. 1948)
- 12 octombrie: Ion Rățoi, 80 ani, atlet român (n. 1941)
- 14 octombrie: Robbie Coltrane (n. Anthony Robert McMillan), 72 ani, actor, comedian și autor scoțian (Harry Potter), (n. 1950)
- 14 octombrie: Mariana Nicolesco, 73 ani, solistă de operă (soprană) română (n. 1948)
- 16 octombrie: Nosfe (n. Darius Vlad Cretan), 37 ani, fondatorul Satra Benz și rapper român (n. 1985)
- 18 octombrie: Tom Maddox, 77 ani, scriitor american de literatură științifico-fantastică (n. 1945)
- 18 octombrie: Eugen Simion, 89 ani, critic și istoric literar, editor, eseist, profesor universitar român, membru titular al Academiei Române, președinte (1998–2006), (n. 1933)
- 19 octombrie: Gheorghe Mencinicopschi, 73 ani, biolog, biochimist și cercetător român (n. 1949)
- 20 octombrie: Anton Doncev, 92 ani, scriitor bulgar de romane istorice și scenarist de filme dramatice istorice bulgare (n. 1930)
- 21 octombrie: Masato Kudo, 32 ani, fotbalist japonez (atacant), (n. 1990)
- 22 octombrie: Leszek Engelking, 67 ani, poet, prozator, eseist, critic literar, profesor universitar și traducător polonez (n. 1955)
- 24 octombrie: Ion Corcimaru, 84 ani, medic din R. Moldova, specialist în terapie, membru corespondent al Academiei de Științe a Moldovei (n. 1938
- 26 octombrie: Simina Mezincescu, 93 ani, campioană de curse automobile din România antebelică, deținută politică (n. 1928)
- 28 octombrie: Hanneli Goslar, 93 ani, supraviețuitoare israeliană al Holocaustului născută în Germania (n. 1928)
- 28 octombrie: Jerry Lee Lewis, 87 ani, solist și pianist american de muzică rock and roll, rockabilly și country (n. 1935)

## Septembrie
- 2 septembrie: Frank Drake (Frank Donald Drake), 92 ani, astronom și astrofizician american (n. 1930)
- 3 septembrie: Iurie Bașcatov, 54 ani, înotător din Republica Moldova, vicecampion olimpic (1988, 1992) (n. 1968)
- 4 septembrie: Peter Straub, 79 ani, autor și poet american (n. 1943)
- 6 septembrie: Ligia Branice-Borowczyk, 89 ani, actriță poloneză și compozitor (n. 1932)
- 6 septembrie: Valeria Seciu, 83 ani, actriță română de teatru, film, radio, voce și televiziune (n. 1939)
- 8 septembrie: Elisabeta a II-a (n. Elizabeth Alexandra Mary), 96 ani, regina Regatului Unit al Marii Britanii și Irlandei de Nord (1952-2022), (n. 1926)
- 9 septembrie: Nicolae Bulat, 70 ani, istoric din R. Moldova, director al Muzeul de Istorie și Etnografie din Soroca (n. 1952)
- 11 septembrie: Florin Hidișan, 40 ani, fotbalist român (n. 1982)
- 11 septembrie: Javier Marías, 70 ani, scriitor și traducător spaniol (n. 1951)
- 12 septembrie: Radu Ciuceanu, 94 ani, istoric român, membru de onoare al Academiei Române (n. 1928)
- 13 septembrie: Jean-Luc Godard, 91 ani, regizor, scenarist și critic de film de etnie francezo-elvețiană (n. 1930)
- 13 septembrie: Anatol Gugel, 100 ani, poet, eseist, publicist și traducător din R. Moldova de etnie evreiască (n. 1922)
- 13 septembrie: Kornelije Kovač, 80 ani, compozitor, cântăreț și dirijor sârb de etnie maghiară (n. 1942)
- 13 septembrie: Spiros Zournatzis, 86 ani, politician grec, membru la Parlamentului European (1989), (n. 1935)
- 14 septembrie: David Andersson, 47 ani, muzician suedez, membru al formației Soilwork (n. 1975)
- 14 septembrie: Irene Papas (n. Eirini Lelekou), 96 ani, actriță (Zorba Grecul, Z) și cântăreață greacă (n. 1926)
- 15 septembrie: Saul Kripke (Saul Aaron Kripke), 81 ani, filosof și logician american (n. 1940)
- 17 septembrie: Igor Maslennikov, 90 ani, regizor de filme rus (n. 1931)
- 17 septembrie: Maria Grazia Pagano, 76 ani, politiciană italiană, membră a Parlamentului European (2008–2009), (n. 1945)
- 19 septembrie: Șabsa Mașcauțan, 98 ani, evreu basarabean, militar sovietic (n. 1924)
- 22 septembrie: Hilary Mantel (Hilary Mary Thompson), 70 ani, scriitoare engleză (n. 1952)
- 23 septembrie: Louise Fletcher (Estelle Louise Fletcher), 88 ani, actriță americană de film și televiziune, laureată a Premiului Oscar (1976), (n. 1934)
- 23 septembrie: Vladimir Petercă, 78 ani, teolog romano-catolic român (n. 1944)
- 25 septembrie: Horia Florian Popescu, fost opozant al regimului comunist (n. 1935)
- 26 septembrie: Yusuf al-Qaradawi, 96 ani, teolog egiptean islamic (n. 1926)
- 27 septembrie: Prințul Ferfried de Hohenzollern, 79 ani, nobil german, membru la Casei de Hohenzollern (n. 1943)
- 28 septembrie: Coolio (n. Artis Leon Ivey Jr.), 59 ani, rapper, chef, actor și producător muzical american (n. 1963)
- 29 septembrie: Alexandru Arșinel, 83 ani, actor român (n. 1939)
- 30 septembrie: Alexandru Vagner, 33 ani, fotbalist român (n. 1989)

## August
- 2 august: Tudor Ghideanu, 84 ani, filozof și eseist, profesor universitar la Universitatea „Alexandru Ioan Cuza” din Iași (n. 1938)
- 2 august: Ioana Măgură Bernard, 82 ani, jurnalistă română stabilită în Germania (n. 1940)
- 6 august: Mircea Muntenescu, 71 ani, pictor, artist plastic, grafician și estetician român (n. 1951)
- 8 august: Olivia Newton-John, 73 ani, cântăreață, compozitoare și actriță australiană originară din Anglia (n. 1948)
- 8 august: Zofia Posmysz, 98 ani, scriitoare și scenaristă poloneză (n. 1923)
- 8 august: Vasile Tărâțeanu, 76 ani, poet român din Ucraina (n. 1945)
- 9 august: Raymond Briggs, 88 ani, grafician englez, caricaturist, ilustrator de romane și autor (n. 1934)
- 9 august: Donald Machholz, 69 ani, astronom amator american (n. 1952)
- 12 august: Ion Solonenco, general de armată din Republica Moldova (n. 1935)
- 12 august: Anne Heche, 53 ani, actriță americană (Donnie Brasco), regizoare și scenaristă (n. 1969)
- 12 august: Wolfgang Petersen, 81 ani, regizor de film german (Troia) (n. 1941)
- 14 august: Svika Pick, 72 ani, cântăreț și compozitor israelian de muzică ușoară (n. 1949)
- 14 august: Alessia-Maria Raiciu, 18 ani, baschetbalistă română (n. 2004)
- 16 august: Joseph Delaney, 77 ani, autor de fantasy și science-fiction, autor al Cronicilor Wardstone (n. 1945)
- 18 august: Rodica Braga, 84 ani, scriitoare română (n. 1938)
- 20 august: Daria Dughina, 29 ani, jurnalistă și activistă rusă, fiica filozofului politic Aleksandr Dughin (n. 1992)
- 21 august: Alexei Panshin, 82 ani, scriitor american de science-fiction (n. 1940)
- 22 august: Stuart Anstis, 48 ani, chitarist britanic, membru al formației Cradle of Filth (n. 1974)
- 22 august: Capriel Dedeian, 61 ani, chitarist și compozitor român de etnie armeană (n. 1960)
- 22 august: Piotr Szkudelski, 66 ani, toboșar polonez, membru al trupei poloneze Perfect (n. 1955)
- 24 august: Kallistos Ware, 87 ani, episcop al Patriarhiei Ecumenice din Constantinopol (n. 1934)
- 25 august: Andrei Slavnov, 82 ani, fizician-teoretician rus (n. 1939)
- 27 august: Iulian-Gabriel Bîrsan, 65 ani, inginer, cercetător științific și profesor universitar din România (n. 1956)
- 30 august: Gheorghe Berceanu, 72 ani, luptător român, campion olimpic (1972) (n. 1949)
- 30 august: Mihail Gorbaciov, 91 ani, om de stat rus, Secretar General al Partidului Comunist al Uniunii Sovietice (1985–1991) și președinte al URSS (1990–1991), laureat al Premiului Nobel pentru Pace (1990) (n. 1931)
- 30 august: Don L. Lind (Don Leslie Lind), 92 ani, om de știință, ofițer naval, și astronaut american (n. 1930)

## Iulie
- 1 iulie: Peter Imre, 60 ani, om de afaceri român (n. 1962)
- 2 iulie: Roland Stănescu (Roland Dediu Stănescu), 32 ani, fotbalist român (n. 1990)
- 2 iulie: Susana Dosamantes (María del Perpetuo Socorro Guadalupe Susana Dosamantes Rul Riestras), 74 ani, actriță mexicană (n. 1948)
- 3 iulie: Robert Curl (Robert Floyd Curl, Jr.), 88 ani, chimist american, laureat al Premiului Nobel pentru Chimie (1996), (n. 1933)
- 4 iulie: Elena Bodnarenco, 57 ani, politiciană și deputată în Parlamentul Republicii Moldova (2005–2011, 2014–2022), (n. 1965)
- 5 iulie: Lucian Bureriu, 79 ani, poet, prozator, eseist și jurnalist  român (n. 1942)
- 6 iulie: James Caan (James Edmund Caan), 82 ani, actor american (Tortura, Elful, El Dorado), (n. 1940)
- 8 iulie: Shinzō Abe, 67 ani, politician japonez, prim-ministru al Japoniei (2006-2007 și 2012–2020), (n. 1954)
- 8 iulie: José Eduardo dos Santos, 79 ani, politician angolez, președinte al Angolei (1979–2017), (n. 1942)
- 10 iulie: Anvar Ginghisoglu, 60 ani, prozator și istoric azer (n. 1962)
- 14 iulie: Ivana Trump, 73 ani, femeie de afaceri, personalitate media, designer de modă, autoare și model americană de etnie cehă, prima soție a președintelului american Donald Trump (n. 1949)
- 15 iulie: Gheorghi Iarțev, 74 ani, fotbalist și antrenor rus (n. 1948)
- 16 iulie: Georgs Andrejevs, 90 ani, om politic leton, membru al Parlamentului European (2004–2009), (n. 1932)
- 16 iulie: Herbert W. Franke, 95 ani, om de știință austriac și scriitor (n. 1927)
- 17 iulie: Eric Flint, 75 ani, autor american (n. 1947)
- 18 iulie: Aloyzas Sakalas, 91 ani, om politic lituanian, membru al Parlamentului European (2004–2009), (n. 1931)
- 21 iulie: Reino Paasilinna, 82 ani, om politic finlandez, membru al Parlamentului European (1999–2004), (n. 1939)
- 21 iulie: Uwe Seeler, 85 ani, fotbalist (atacant) și oficial german (n. 1936)
- 23 iulie: Sid Jacobson, scriitor american de benzi desenate (n. 1929)
- 24 iulie: David Warner (David Hattersley Warner), 80 ani, actor englez (Titanic), (n. 1941)
- 25 iulie: Irina Ionesco, 91 ani, artistă fotografă franceză de etnie română (n. 1930)
- 25 iulie: Marit Paulsen, 82 ani, politiciană suedeză, membră al Parlamentului European (1999–2004, 2009–2015), (n. 1939)
- 25 iulie: Paul Sorvino (Paul Anthony Sorvino), 83 ani, actor american (Băieți buni), (n. 1939)
- 25 iulie: David Trimble (William David Trimble), 77 ani, politician britanic, laureat al Premiului Nobel pentru pace (1998), (n. 1944)
- 25 iulie: Camelia Zorlescu, 84 ani, actriță română de scenă și film (n. 1938)
- 26 iulie: James Lovelock (James Ephraim Lovelock), 103 ani, savant independent, ecologist și futurolog englez (n. 1919)
- 26 iulie: Michael Kroner, 87 ani, istoric german de etnie română (n. 1934)
- 29 iulie: Juris Hartmanis (Juris Varlejs Hartmanis), 94 ani, informatician american de etnie letonă (n. 1928)
- 30 iulie: Nichelle Nichols (n. Grace Dell Nichols), 89 ani, actriță americană (Star Trek), cântăreață și actriță de voce (n. 1932)
- 30 iulie: Costel Vasilescu, 81 ani, lăutar, conducător de taraf și trompetist român de etnie romă (n. 1940)
- 31 iulie: Vasile Silvian Ciupercă, 73 ani, deputat român (2000-2004), (n. 1949)

## Iunie
- 4 iunie: George Lamming, 94 ani, romancier și poet din Barbados (n. 1927)
- 4 iunie: György Moldova, 88 ani, scriitor maghiar (n. 1934)
- 7 iunie: Carl, Duce de Württemberg, 85 ani, șef al Casei de Württemberg (n. 1936)
- 8 iunie: Costică Dafinoiu, 68 ani, pugilist român, medaliat olimpic (1976), (n. 1954)
- 9 iunie: Eliza Botezatu, 83 ani, scriitoare și critic literar din Republica Moldova (n. 1938)
- 9 iunie: Matt Zimmerman, 87 ani, actor canadian (n. 1934)[1]
- 11 iunie: Gheorghe Țîbîrnă, 78 ani, medic oncolog din R. Moldova, membru titular al Academiei de Științe a Moldovei (n. 1944)
- 12 iunie: Valeriu Râpeanu, 90 ani, critic și istoric literar, profesor universitar român (n. 1931)
- 13 iunie: Giuseppe Pericu, 84 ani, politician italian (n. 1937)
- 14 iunie: A. B. Yehoshua, 85 ani, romancier, eseist și dramaturg israelian (n. 1936)
- 16 iunie: Alexandru Lulescu, 90 ani, actor român (n. 1932)
- 17 iunie: Dave Hebner (David Hebner), 73 ani, promoter și arbitru american de wrestling (n. 1949)
- 17 iunie: Jean-Louis Trintignant, 91 ani, actor francez de film (n. 1930)
- 17 iunie: Valentin Uritescu, 81 ani, actor român de televiziune, film și teatru (n. 1941)
- 18 iunie: Iulia Buciuceanu, 90 ani, solistă română de operă și lied (mezzo-soprană) originară din Basarabia (n. 1931)
- 21 iunie: Ancelin Roseti, 55 ani, poet și publicist român (n. 1967)
- 23 iunie: Iuri Șatunov, 48 ani, cântăreț rus (Laskovîi mai), (n. 1973)
- 24 iunie: Maria Nichiforov, 71 ani, caiacistă română (n. 1951)
- 25 iunie: Ștefan  Petreuș, 82 ani, interpret român de muzică populară, cofondator ansamblu Frații Petreuș (n. 1940)
- 26 iunie: Frank Moorhouse, 83 ani, scriitor australian de nuvele, scenarii și romane (n. 1938)
- 27 iunie: Joe Turkel (Joseph Turkel), 94 ani, actor american (Strălucirea), (n. 1927)
- 29 iunie: Serghei Andronati, 81 ani, chimist ucrainean (n. 1940)
- 29 iunie: David Weiss Halivni, 94 ani, rabin și cercetător americano - israelian în domeniul științelor iudaice (n. 1927)
- 30 iunie: Vladimir Zelenko, 48 ani, medic ucrainean, cunoscut pentru promovarea unui tratament ambulatoriu experimental pentru COVID-19 (n. 1973)

## Mai
- 1 mai: Ivica Osim, 80 de ani, fotbalist bosniac (Sedan) și antrenor la (Echipa națională a Iugoslaviei, Partizan) (n. 1941)[2]
- 1 mai: Ilan Ghilon, 65 ani, politician israelian originar din România, deputat (1999-2021) (n. 1956)[3]
- 2 mai: Ursula Braun-Moser, 84 ani, policiană germană, membră al Parlamentului European (1984–1989, 1990–1994), (n. 1937)
- 3 mai: Tony Brooks, 90 ani, pilot englez de Formula 1 (n. 1932)
- 3 mai: Lino Capolicchio, 78 ani, actor italian de teatru, cinema și televiziune (n. 1943)
- 3 mai: Norman Mineta (Norman Yoshio Mineta), 90 ani, politician american (n. 1931)
- 3 mai: Stanislav Șușchievici (Станісла́ў Станісла́вавіч Шушке́віч), 87 ani, politician belarus, primul președinte al Republicii Belarus (1991–1994), (n. 1934)
- 5 mai: Kenneth Welsh (aka Ken Welsh), 80 ani, actor canadian de film (n. 1942)
- 6 mai: Alan Gillis, 85 ani, om politic irlandez, membru al Parlamentului European (1994–1999), (n. 1936)
- 6 mai: Patricia A. McKillip, 74 ani, autoare americană de fantezie și literatură SF (n. 1948)
- 7 mai: Iuri Averbah (Юрий Львович Авербах), 100 ani, șahist rus (n. 1922)
- 7 mai: Elisa Maria Damião, 75 ani, politiciană portugheză, membră al Parlamentului European (1998–2004), (n. 1946)
- 7 mai: Simion Mironaș, 56 ani, fotbalist român (n. 1965)
- 8 mai: Fred Ward (Freddie Joe Ward), 79 ani, actor și producător american de film (Jocul cu moartea, Cursa spațială, Creaturi ucigașe), (n. 1942)
- 10 mai: Leonid Kravciuk (Леонід Макарович Кравчук), 88 ani, politician ucrainean, primul președinte al Ucrainei indepedente (1991–1994), (n. 1934)
- 13 mai: Teresa Berganza (María Teresa Berganza Vargas), 89 ani, solistă spaniolă de operă (mezzosoprană), (n. 1933)
- 13 mai: Ben Roy Mottelson, 95 ani, fizician danez de etnie americană, laureat al Premiului Nobel (1975), (n. 1926)
- 13 mai: Khalifa bin Zayed Al Nahyan, 73 ani, politician din Emiratele Arabe Unite, președinte al Emiratelor Arabe Unite (2004–2022), (n. 1948)
- 15 mai: Jerzy Trela (Jerzy Józef Trela), 80 ani, actor polonez (n. 1942)
- 15 mai: Șerban Valeca (Șerban Constantin Valeca), 65 ani, fizician și politician român (n. 1956)
- 17 mai: Vangelis (n. Evangelos Odysseus Papathanassiou), 79 ani, compozitor grec (n. 1943)
- 18 mai: Henry Mavrodin, 84 ani, pictor român (n. 1937)
- 19 mai: Mariana Cioromila, 70 ani, solistă română de operă (mezzosoprană), stabilită în Brazilia (n. 1952)
- 20 mai: Aurel Romila, 87 ani, medic psihiatru român (n. 1934)
- 23 mai: Francesco Ferrari, 75 ani, politician italian, membru al Parlamentului European (2004–2009), (n. 1946)
- 23 mai: Anita Gradin, 88 ani, politiciană suedeză, Comisar European (1995–1999), (n. 1933)
- 23 mai: Ilkka Suominen, 83 ani, politician finlandez, membru al Parlamentului European (1999–2004), (n. 1946)
- 25 mai: Sylvia Hoișie, 94 ani, unul dintre medicii cercetători români (n. 1927)
- 26 mai: Andrew Fletcher (Andrew John Leonard Fletcher), 60 ani, muzician englez (Depeche Mode), (n. 1961)
- 26 mai: Ray Liotta (Raymond Allen Liotta), 67 ani, actor american (Băieți buni), (n. 1954)
- 26 mai: Ciriaco de Mita (Luigi Ciriaco De Mita), 94 ani, politician italian, prim-ministru al Republicii Italiene (1988-1989), (n. 1928)
- 26 mai: Alan White, 72 ani, muzician englez (baterist), (Yes), (n. 1949)
- 27 mai: Angelo Sodano, 94 ani, prelat al Sfântului Scaun, Secretar de Stat al Sfântului Scaun (1991–2006), (n. 1927)
- 27 mai: Michael Sela, 98 ani, imunolog israelian, membru de onoare al Academiei Române, laureat al Premiului Wolf pentru medicină (1998), (n. 1924)
- 28 mai: Bujar Nishani, 55 ani, politician albanez, președinte al Republicii Albaneze (2012–2017), (n. 1966)
- 28 mai: Yves Piétrasanta, 82 ani, politician francez, membru al Parlamentului European (1999–2004), (n. 1939)
- 29 mai: Evaristo Carvalho (Evaristo do Espírito Santo Carvalho), 79 ani, politician, prim-ministru (1994, 2001–2002) și al 4-lea președinte al statului São Tomé și Príncipe (2016–2021), (n. 1942)
- 29 mai: Virgil Dridea, 81 ani, fotbalist și antrenor român (n. 1940)
- 31 mai: Vasile Rădulescu, 77 ani, deputat român (1990-1992), (n. 1945)

## Aprilie
- 1 aprilie: Petre Ivănescu, 85 ani, handbalist și antrenor român (n. 1936)
- 2 aprilie: Grigore Brâncuș, 93 ani, lingvist român (n. 1929)
- 2 aprilie: Estelle Harris (n. Estelle Nussbaum), 93 ani, actriță americană (n. 1928)
- 5 aprilie: Sidney Altman, 82 ani, biolog canadiano-american, specialist în biologie moleculară, laureat al Premiului Nobel pentru Chimie (1989), (n. 1939)
- 5 aprilie: Nehemiah Persoff, 102 ani, actor israelian și american de film (n. 1919)
- 6 aprilie: Vladimir Jirinovski, 75 ani, politician rus (n. 1946)
- 6 aprilie: Ana Pascu (n. Ana Ene-Derșidan), 77 ani, scrimeră română (n. 1944)
- 6 aprilie: Domingo Romera (Domingo Romera Alcázar), 85 ani, politician spaniol, membru al Parlamentului European (1986–1994), (n. 1936)
- 9 aprilie: Jack Higgins (aka Henry Patterson), 92 ani, scriitor englez de thriller (n. 1929)
- 12 aprilie: Giorgios Katyforys, 87 ani, politician grec, membru al Parlamentului European (1999–2004), (n. 1935)
- 12 aprilie: Gilbert Gottfried, 67 ani,  actor de comedie american (n. 1955)
- 12 aprilie: Traian Stănescu, 82 ani, actor român (n. 1940)
- 13 aprilie: Michel Bouquet, 96 ani, actor francez (n. 1925)
- 13 aprilie: Freddy Rincón, 55 ani, fotbalist columbian (n. 1966)
- 15 aprilie: Henry Plumb, Baron Plumb, 97 ani, om politic britanic (n. 1925)
- 15 aprilie: Liz Sheridan (Elizabeth Ann Sheridan), 93 ani, actriță americană (n. 1929)
- 17 aprilie: Remus Mărgineanu, 84 ani, actor român (n. 1938)
- 17 aprilie: Catherine Spaak, 77 ani, actriță, cântăreață și jurnalistă de etnie franco-belgiană, naturalizată italiană (n. 1945)
- 17 aprilie: Radu Lupu, 76 ani, pianist român (n. 1945)
- 18 aprilie: Hermann Nitsch, 83 ani, artist austriac (n. 1938)
- 19 aprilie: Kane Tanaka, 119 ani, supercentenară japoneză (n. 1903)
- 21 aprilie: Mwai Kibaki, 90 ani, politician kenyan, președinte al statului Kenya (2002–2013), (n. 1931)
- 22 aprilie: Mircea Anghelescu, 81 ani, cercetător literar, critic literar, filolog, istoric literar, paleograf și pedagog român (n. 1941)
- 26 aprilie: Klaus Schulze, 74 ani, muzician german, compozitor de muzică electronică (n. 1947)
- 28 aprilie: Jean-Claude Fruteau, 74 ani, politician francez, membru al Parlamentului European (1999–2007) (n. 1947)
- 30 aprilie: Mino Raiola (Carmine Raiola), 54 ani, impresar de fotbal italian (n. 1967)

## Martie
- 1 martie: Evhen Malîșev, 19 ani, soldat și biatlonist ucrainean (n. 2002)
- 4 martie: Ilie Uzum, 83 ani, istoric și arheolog român (n. 1938)
- 6 martie: Pavlo Lee, 33 ani, actor și prezentator TV ucrainean (n. 1988)
- 7 martie: Vitali Gherasimov, 44 ani, general-maior al Forțelor Terestre ruse (n. 1977)
- 7 martie: Jean Mouchel, 93 ani, politician, romancier și fermier francez, membru al Parlamentului European (1982–1983, 1984–1989), (n. 1928)
- 8 martie: Desislav Ciukolov, 47 ani, politician bulgar, membru al Parlamentului European (2007–2009), (n. 1974)
- 8 martie: Gyo Obata, 99 ani, arhitect american (n. 1923)
- 10 martie: Radu Miron, 94 ani, matematician român, membru titular al Academiei Române și membru de onoare al Academiei de Științe a Moldovei (n. 1927)
- 11 martie: Rupiah Banda, 85 ani, politican zambian, al 4-lea președinte al Republicii Zambia (2008–2011), (n. 1937)
- 11 martie: Andrei Kolesnikov, 45 ani, general-maior rus (n. 1977)
- 12 martie: Alain Krivine, 80 ani, om politic francez, membru al Parlamentului European (1999–2004), (n. 1941)
- 13 martie: Vic Elford (Victor Henry Elford), 86 ani, pilot englez de Formula 1 și de raliu (n. 1935)
- 13 martie: William Hurt, 71 ani, actor de film american, laureat al Premiului Oscar pentru cel mai bun actor (1986), (n. 1950)
- 14 martie: Scott Hall (Scott Oliver Hall), 63 ani, wrestler american (n. 1958)
- 14 martie: Akira Takarada, 87 ani, actor japonez (n. 1934)
- 16 martie: Lucian Feodorov, 79 ani, deputat român, ales în 2020 din partea AUR (n. 1942)
- 16 martie: Lucian Liciu, 54 ani, pictor, grafician și ilustrator român (n. 1968)
- 17 martie: Tadao Satō, 91 ani, critic de film, teoretician și istoric de film, japonez (n. 1930)
- 18 martie: Stelian Dumistrăcel, 84 ani, filolog și publicist român (n. 1937)
- 18 martie: Joel Hasse Ferreira, 77 ani, om politic portughez, membru al Parlamentului European (2004–2009), (n. 1944)
- 19 martie: Barbu Cioculescu, 94 ani, poet, scriitor, eseist, critic literar și traducător român (n. 1927)
- 20 martie: John Purvis, 83 ani, om politic scoțian, membru al Parlamentului European (1999–2009), (n. 1938)
- 20 martie: Reine Wisell, 80 ani, pilot suedez de Formula 1 (n. 1941)
- 21 martie: Soumeylou Boubèye Maïga, 67 ani, prim-ministru al statului Mali (2017–2019), (n. 1954)
- 23 martie: Boris Dorfman, 98 ani, publicist ucrainean de etnie evreiască, născut în România (n. 1923)
- 23 martie: Madeleine Albright (n. Marie Jana Körbelová), 84 ani, om politic american, secretar de stat (1997-2001), (n. 1937)
- 24 martie: John Andrews, 88 ani, arhitect australiano - canadian (n. 1933)
- 24 martie: Reza Baraheni, 86 ani, scriitor, poet, critic și om politic iranian (n. 1935)
- 25 martie: Taylor Hawkins (Oliver Taylor Hawkins), 50 ani, cântăreț, muzician și baterist rock american (Foo Fighters), (n. 1972)
- 28 martie: Mircea Tomuș, 88 ani, critic și istoric literar român (n. 1934)
- 28 martie: Irini Konitopoulou-Legaki, 90 ani, cântăreață greacă (n. 1931)
- 30 martie: Egon Franke (Egon Johann Franke), 86 ani, scrimer polonez (floretă), campion olimpic (1964), (n. 1935)
- 31 martie: Niculae Spiroiu, 85 ani, inginer și general de armată român (n. 1936)

## Februarie
- 2 februarie: Vasile Mocanu, 75 ani, politician român, membru al Partidului Social Democrat (n. 1946)
- 2 februarie: Monica Vitti (n. Maria Luisa Ceciarelli), 90 ani, actriță, scenaristă și realizatoare italiană (n. 1931)
- 3 februarie: Ioan Onisei, 68 ani, deputat român (2000-2004), (n. 1954)
- 3 februarie: Christos Sartzetakis, 92 ani, jurist și politician grec, președinte al Republicii Elene (1985–1990), (n. 1929)
- 5 februarie: Damirbek Olimov, 32 ani, cântăreț tadjic (n. 1989)
- 6 februarie: Maria Carrilho, 78 ani, politiciană portugeză, membră al Parlamentului European (1999–2004), (n. 1943)
- 6 februarie: George Crumb, 92 ani, compozitor american de muzică modernă și de avangardă (n. 1929)
- 7 februarie: Margarita Lozano (Margarita de las Flores Lozano Jiménez), 90 ani, actriță spaniolă (n. 1931)
- 7 februarie: Zbigniew Namysłowski, 82 ani, saxofonist, violoncelist, trombonist, pianist și compozitor polonez (n. 1939)
- 8 februarie: Luc Montagnier, 89 ani, medic francez, laureat al Premiului Nobel pentru Fiziologie sau Medicină (2008), (n. 1932)
- 9 februarie: Sebastian Bieniek, 46 ani,  pictor, fotograf, regizor și scriitor german (n. 1975)
- 9 februarie: Ian McDonald, 75 ani, muzician poli-instrumentist englez (King Crimson), (n. 1946)
- 10 februarie: Gheorghe Banariuc, 70 ani, violonist, dirijor, compozitor și aranjor de muzică populară din Republica Moldova (n. 1951)
- 10 februarie: Eduard Kukan, 82 ani, politician slovac (n. 1939)
- 12 februarie: Ivan Reitman, 75 ani, regizor canadian de etnie cehoslovacă (n. 1946)
- 13 februarie: Dumitru M. Ion, 74 ani, scriitor și traducător român (n. 1948)
- 15 februarie: Corneliu Olar, 62 ani, deputat român (2016-2022), (n. 1959)
- 16 februarie: Pavlos Menevissoglu, 86 ani, mitropolit al Amasiei (n. 1935)
- 18 februarie: Brad Johnson (actor), 62 ani, actor american (n. 1959)
- 18 februarie: Lindsey Pearlman (Lindsey Erin Pearlman), 43 ani, actriță americană (n. 1978)
- 18 februarie: Zdzisław Podkański, 72 ani, politician polonez, membru al Parlamentului European (2004–2009), (n. 1949)
- 19 februarie: Kakuichi Mimura, 90 ani, fotbalist și antrenor japonez (n. 1931)
- 19 februarie: Jacques Poos, 86 ani, politician luxemburghez, membru al Parlamentului European (1999–2004), (n. 1935)
- 20 februarie: Francesca Tardioli, 56 ani, diplomată italiană (n. 1965)
- 23 februarie: Ion Adrian Zare, 62 ani, fotbalist și antrenor român (n. 1959)
- 24 februarie: Florentin Cârpanu, 88 ani, om de afaceri român și primul prefect al județului Timiș (1990-1991) după Revoluția din 1989 (n. 1934)
- 24 februarie: Sally Kellerman (Sally Claire Kellerman), 84 ani, actriță americană, activistă, autoare, producătoare și cântăreață (n. 1937)
- 26 februarie: Alexandru Balázs, 93 ani, deputat român (1990-1992), (n. 1928)
- 26 februarie: Hans Bergel, 96 ani, scriitor și jurnalist german (n. 1925)
- 26 februarie: Danny Ongais, 79 ani, pilot american de Formula 1 (n. 1942)
- 27 februarie: Nicolae Corjos, 86 ani, regizor și scenarist român (n. 1935)
- 27 februarie: Marietta Giannakou, 70 ani, politicană greacă, membră al Parlamentului European (2009–2014), (n. 1951)
- 28 februarie: Viorel Mărginean, 88 ani, pictor român (n. 1933)
- 28 februarie: Andrei Suhovețki, 47 ani, general-maior rus (n. 1974)

## Ianuarie
- 2 ianuarie: Vilmos Ágoston, 74 ani, scriitor, critic literar și reporter maghiar originar din România (n. 1947)
- 2 ianuarie: Eric Walter Elst, 86 ani, astronom belgian (n. 1936)
- 2 ianuarie: Richard Leakey (Richard Erskine Frere Leakey), 77 ani, om politic, paleoantropolog și militant ecologist din Kenya (n. 1944)
- 2 ianuarie: Gheorghe Munteanu, 86 ani, om de știință român din Republica Moldova, doctor în chimie (n. 1935)
- 2 ianuarie: Ion Niculiță, 82 ani, istoric și profesor din Republica Moldova (n. 1939)
- 2 ianuarie: Traxamillion (Sultan Banks), 42 ani, rapper și producător american (n. 1979)
- 3 ianuarie: George Bălan, 92 ani,  filosof, muzicolog și aforist român (n. 1929)
- 5 ianuarie: Olga Szabó-Orbán, 83 ani, scrimeră română, dublă campioană mondială (1962, 1969 cu echipa), (n. 1938)
- 5 ianuarie: Mircea Stoenescu, 78 ani, fotbalist și antrenor român (n. 1943)
- 6 ianuarie: Peter Bogdanovich, 82 ani, regizor, scenarist, actor, producător, critic și istoric de film, american (n. 1939)
- 6 ianuarie: Sidney Poitier, 94 ani, actor american de film și politician, regizor de film și activist, câștigător al Premiului Oscar (1963) și câștigător al Premiului Grammy (2001), (n. 1927)
- 6 ianuarie: F. Sionil José (Francisco Sionil José), 97 ani, scriitor filipinez (n. 1924)
- 6 ianuarie: Calvin Simon (Calvin Eugene Simon), 79 ani, cântăreț american (Parliament, Funkadelic), (n. 1942)
- 7 ianuarie: Mark Forest (n. Lou Degni), 89 ani, bodybuilder și actor american (n. 1933)
- 7 ianuarie: Anatoli Kvașnin, 75 ani, general de armată rus, șef al Statului Major al Forțelor Militare Ruse (1997–2004), (n. 1946)
- 8 ianuarie: Attila Kelemen (Attila Béla Ladislau Kelemen), 73 ani, politician român de etnie maghiară, deputat în Parlamentul României (1996–2016), membru al Parlamentului European (2007), (n. 1948)
- 9 ianuarie: Maria Ewing (Maria Louise Ewing), 71 ani, solistă americană de operă (mezzo-soprană), (n. 1950)
- 9 ianuarie: Toshiki Kaifu, 91 ani, politician japonez, prim-ministru al Japoniei (1989–1991), (n. 1931)
- 9 ianuarie: Jean Maheu (Jean Yves Alain Maheu), 90 ani, înalt oficial francez (n. 1931)
- 9 ianuarie: Bob Saget (n. Robert Lane Saget), 65 ani, actor și comedian american (n. 1956)
- 10 ianuarie: Margherita, Arhiducesa de Austria-Este, 91 ani, arhiducesă italiană (n. 1930)
- 11 ianuarie: David Sassoli (David-Maria Sassoli), 65 ani, politician social-democrat italian, președinte al Parlamentului European (2019–2022), membru al Parlamentului European (2009–2022), (n. 1956)
- 12 ianuarie: Marie-José Denys, 71 ani, politiciană franceză, membră al Parlamentului European (1989–1994, 1997–1999), (n. 1950)
- 12 ianuarie: Ronnie Spector (n. Veronica Yvette Bennett), 78 ani, cântăreață americană (n. 1943)
- 13 ianuarie: Jean-Jacques Beineix, 75 ani, regizor francez de film (n. 1946)
- 13 ianuarie: Victoria Berbecar, 77 ani, învățătoare, preoteasă și promotoare a tradiției covorului maramureșean (n. 1944)
- 16 ianuarie: Andrei Mudrea, 67 ani, pictor și artist plastic român din Republica Moldova (n. 1954)
- 18 ianuarie: Francisco Gento (Francisco Gento López), 88 ani, fotbalist și antrenor spaniol (n. 1933)
- 19 ianuarie: Hardy Krüger, 93 ani, actor german (n. 1928)
- 19 ianuarie: Gaspard Ulliel, 37 ani, actor francez (n. 1984)
- 20 ianuarie: Meat Loaf (n. Marvin Lee Aday), 74 ani, cântăreț american de rock și actor (n. 1947)
- 21 ianuarie: Louie Anderson (Louis Perry Anderson), 68 ani, regizor, comedian și actor american cu origini scandinave (n. 1953)
- 21 ianuarie: Felicia Donceanu, 90 ani, pictoriță, sculptoriță și compozitoare română (n. 1931)
- 21 ianuarie: Anatoli Naiman, 85 ani, poet și scriitor rus (n. 1936)
- 21 ianuarie: Speranța Rădulescu, 72 ani, etnomuzicolog, antropolog și cercetătoare română (n. 1949)
- 21 ianuarie: Cosmin-Cristian Viașu, 45 ani, senator român, ales în 2020 din partea USR (n. 1976)
- 22 ianuarie: Corneliu Ionescu (aka Bibi), 76 ani, basist și om de afaceri român (n. 1945)
- 23 ianuarie: Renato Cecchetto, 70 ani, actor italian (n. 1951)
- 23 ianuarie: Rela Ciulei (n. Aurelia Țambu), 83 ani, cunoscută lăutăreasă și chitaristă din Gorj (n. 1938)
- 24 ianuarie: Olavo de Carvalho, 74 ani, polemist brazilian, filozof autopromovat, expert politic, astrolog, jurnalist (n. 1947)
- 25 ianuarie: Svetlana Căpățînă, 52 ani, politician din R. Moldova, deputat (2021-2022), (n. 1969)
- 25 ianuarie: Wim Jansen, 75 ani, fotbalist și antrenor neerlandez (n. 1946)
- 26 ianuarie: Philippe Contamine, 89 ani, istoric medievist francez, specializat în istorie militară și istoria nobilimii la finele evului mediu (n. 1932)
- 29 ianuarie: Sveatoslav Moscalenco, 93 ani, fizician din Republica Moldova (n. 1928)
- 31 ianuarie: Teofil Octavian Cepraga, 75 ani, jurnalist român (n. 1946)